# Burggraf von Regensburg

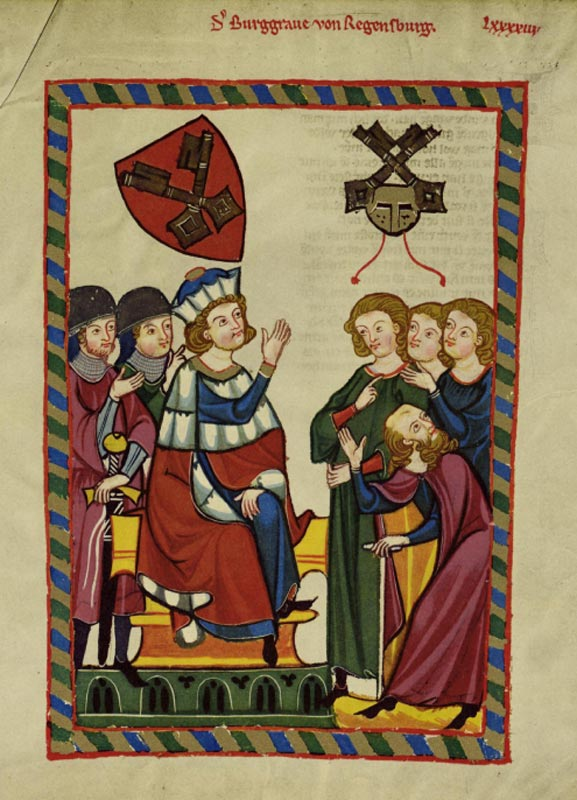
»Der Burggraf von Regensburg« (Codex Manesse, Anfang 14. Jahrhundert)

Der Burggraf von Regensburg (späte Mitte des 12. Jahrhunderts) war ein Minnesänger aus dem hochadligen Geschlecht der Babonen. Er ist einer der wenigen überlieferten Vertreter des frühen, donauländischen Minnesangs. 

## Leben
Um welchen Burggrafen von Regensburg genau es sich handelt, ist unklar. Im entsprechenden Zeitraum (bis 1185) sind mehrere Burggrafen von Regensburg bezeugt. Das Amt des Burggrafen von Regensburg wurde zwischen 970 und 1185 von den Herren aus dem Geschlecht der Babonen, die auch Grafen von Stevening und Rietenburg waren, bekleidet. Von ihnen kommt als der überlieferte Minnesänger Heinrich III. (um 1130–1177; † vor Ende 1177) in Frage, der seit 1143 das Burggrafenamt innehatte, evtl. aber auch einer seiner drei Söhne. Möglich wäre hier vor allem der älteste Sohn, Friedrich II. (bezeugt um 1150–1181), der seit 1159 Burggraf war. Der zeitgenössisch auftretende Minnesänger Burggraf von Rietenburg war wohl ein Verwandter des Burggrafen von Regensburg.

## Werke
In der Manessischen Liederhandschrift sind unter dem Namen Burggraf von Regensburg vier Strophen in zwei Tönen überliefert. Wie beim Kürenberger handelt es sich um Langzeilenstrophen. Drei der vier Strophen sind Frauenstrophen.

## Textbeispiel
| Ich bin mit rehter staete einem guoten riter undertan wie sanfte es minem herzen tuot, swenne ich in umbevangen han der sich mit mangen tugenden guot gemachet alder welde liep, der mag wol hohe tragen den muot | Ich bin mich mit wahrer Beständigkeit einem guten Ritter ergeben. Wie wohl es meinem Herzen tut, wenn ich ihn in meinen Armen halte! Wer mit seiner vorbildlichen Anständigkeit überall Beliebtheit erlangt hat, der darf wohl hohen Mutes sein. |

(Die erste überlieferte Strophe des Burggrafen von Regensburg, links der mittelhochdeutsche Originaltext nach der Großen Heidelberger Liederhandschrift, rechts eine Übertragung ins Neuhochdeutsche)

### Textausgaben
- Hugo Moser, Helmut Tervooren (Bearb.): Des Minnesangs Frühling, 38., erneut revidierte Auflage. Stuttgart 1988, ISBN 3-7776-0448-8.
- Günther Schweikle: Mittelhochdeutsche Minnelyrik I. Frühe Minnelyrik. Texte und Übertragungen, Einführung und Kommentar. Darmstadt 1977, ISBN 3-534-04746-X, S. 124–125 und 375–377.

### Sekundärliteratur
- Konrad Burdach: Regensburg, der Burggraf von. In: Allgemeine Deutsche Biographie (ADB). Band 27, Duncker & Humblot, Leipzig 1888, S. 550–552.
- Günther Schweikle: Burggraf von Regensburg. In: Die deutsche Literatur des Mittelalters. Verfasserlexikon. Band 7. de Gruyter, Berlin/New York 1989, ISBN 3-11-011582-4, Sp. 1087–1089 (abgerufen über De Gruyter Online).
- Günther Schweikle: Minnesang. Stuttgart 1995, ISBN 3-476-12244-1.